# 千葉一郎
千葉 一郎（、1929年〈昭和4年〉7月30日 - ）は、日本の俳優。東京都出身。本名は赤沢 源一郎。日本大学中学校卒業。身長170センチメートル、体重85キログラム。

## 人物
1934年、中学校卒業後に新興キネマへ所属。1938年、東宝へ移籍。
大柄な体格が特徴。戦前からジャンルを問わず多くの作品に出演しており、戦後は特に特撮映画に多数出演していた。
1971年以降、映画出演の記録がない。

## 出演作品

### 映画
- 明日を創る人々（1946年） - 松井進
- わが青春に悔なし（1946年） - 学生A
- 戦争と平和（1947年）
- また逢う日まで（1950年）
- 殺人者の顔（1950年） - バーテンB
- 深夜の非常線（1951年） - 村田達夫
- 生きる（1952年） - 焼香する警官
- 私は狙われている（1953年） - 黒メガネの客
- 太平洋の鷲（1953年） - 大本営陸軍中佐[5]
- この恋! 五千万円（1954年） - 刑事
- さらばラバウル（1954年） - ラバウル兵[注釈 1]
- 七人の侍（1954年） - 僧侶
- 幽霊男（1954年）
- 不滅の熱球（1955年） - スポーツ記者
- 33号車応答なし（1955年） - 巡査部長
- 獣人雪男（1955年） - 捜査主任[1]
- 姿なき目撃者（1955年） - 交番の巡査A
- 驟雨（1956年） - 薬屋
- 彼奴を逃すな（1956年） - 神林
- 愛情の決算（1956年） - 吉野八郎
- チエミの婦人靴（1956年） - パン屋の親爺
- 裸足の青春（1956年） - 警察署長
- 白夫人の妖恋（1956年） - 宋の民[要出典][注釈 1]
- 哀愁の街に霧が降る（1956年） - 組頭
- 空の大怪獣 ラドン（1956年） - 警察署長[1][2]
- 忘却の花びら（1957年） - 警官
- 柳生武芸帳（1957年）
- 続・大番 風雲篇（1957年）
- 東北の神武たち（1957年） - 駒吉ズンム
- 地球防衛軍（1957年） - 警察署長[3]、代議士[要出典][注釈 1]
- 変身人間シリーズ
  - 美女と液体人間（1958年） - 対策会議出席者[要出典][注釈 1]
  - 電送人間（1960年） - 捜査本部の刑事[要出典][注釈 1]
  - ガス人間第一号（1960年） - 記者[注釈 1]
- 隠し砦の三悪人（1958年） - 山名の足軽2
- 裸の大将（1958年） - 見送りの男、駅の男（2役）[注釈 1]
- 大怪獣バラン（1958年） - トラック運転手[要出典][注釈 1]
- 私は貝になりたい（1959年）
- 日本誕生（1959年） - 高天原の神[要出典][注釈 1]
- 或る剣豪の生涯（1959年） - 万八
- 野獣死すべし（1959年）
- 上役・下役・ご同役（1959年）
- 宇宙大戦争（1959年） - 会議出席者[6][注釈 1]
- 女が階段を上る時（1960年） - バーの客[注釈 1]
- サラリーマン御意見帖 男の一大事（1960年）
- ハワイ・ミッドウェイ大海空戦 太平洋の嵐（1960年） - 村人[要出典][注釈 1]
- 花のセールスマン 背広三四郎（1960年） - 白タクの客
- 暗黒街の弾痕（1961年） - 債権者[注釈 1]
- 大坂城物語（1961年）
- 世界大戦争（1961年） - 避難する男[要出典][注釈 1]
- 用心棒（1961年） - 八州周りの足軽B
- 紅の海（1961年） - 海上保安部の保安官[注釈 1]
- トイレット部長（1961年） - 駅員B
- 銀座の若大将（1962年） - 太った客[注釈 1]
- 妖星ゴラス（1962年） - 政府関係者[要出典][注釈 1]
- ゴジラシリーズ
  - キングコング対ゴジラ（1962年） - パシフィック製薬宣伝部員A 役[出典 3]
  - モスラ対ゴジラ（1964年） -  名古屋の通行人[4]、インファント島民[4][注釈 1]
  - 三大怪獣 地球最大の決戦（1964年） - 村人[4][注釈 1]
  - 怪獣大戦争（1965年） - 会議出席者[4][注釈 1]
  - 怪獣総進撃（1968年） - 記者[4][注釈 1]
- 忠臣蔵 花の巻・雪の巻（1962年） - 柳原大納言
- 青島要塞爆撃命令（1963年） - 霊山島の島民[要出典][注釈 1]
- 海底軍艦（1963年） - ムウ帝国人[要出典][注釈 1]
- 宇宙大怪獣ドゴラ（1964年） - 天宝堂宿直員[7][注釈 2]
- 君も出世ができる（1964年） - 東和観光重役[注釈 1]
- クレージー映画
  - ホラ吹き太閤記（1964年） - 今川家の武将[注釈 1]
  - 大冒険（1965年） - 週刊トップ記者[要出典][注釈 1]
  - 日本一の裏切り男（1968年） - 議長
  - クレージーの大爆発（1969年） - 金塊の責任者の側近[注釈 1]
- フランケンシュタイン対地底怪獣（1965年） - 自衛隊幹部[要出典][注釈 1]
- フランケンシュタインの怪獣 サンダ対ガイラ（1966年） - 科学者[要出典][注釈 1]
- 奇巌城の冒険（1966年） - コータンの僧 [注釈 1]
- お嫁においで（1966年） - 東京相互タクシーの運転手、須山造船の作業員（2役）[注釈 1]
- 100発100中 黄金の眼（1968年） - ベイルートの男[注釈 1]
- 8.15シリーズ
  - 日本海大海戦（1969年） - 東郷に頭を下げる男[要出典][注釈 1]
  - 激動の昭和史 軍閥（1970年） - 陸軍参謀[注釈 1]
  - 激動の昭和史 沖縄決戦（1971年） - 土木作業をする県民[要出典][注釈 1]